# Timasiteos z Krotonu
Timasiteos z Krotonu (gr. Τιμασίθεος) – starożytny grecki zapaśnik pochodzący z Krotonu, olimpijczyk.
Podczas igrzysk olimpijskich w roku 512 p.n.e. zwyciężył w zapasach, pokonując swojego sławnego krajana, Milona. Wyczerpał mistrza konsekwentnym stosowaniem uników.